# هنري والاس براونينج
هنري والاس براونينج (بالإنجليزية: Henry Wallace Browning)‏ هو لاعب بولينغ أسترالي، ولد في 9 مايو 1928.